# Sergia lucens
Sergia lucens är en kräftdjursart som först beskrevs av Hansen 1922.  Sergia lucens ingår i släktet Sergia och familjen Sergestidae. Inga underarter finns listade i Catalogue of Life.